# Open Invention Network
Das Open Invention Network (OIN; deutsch offenes Innovationsnetzwerk) ist ein Industrie-Konsortium, das Softwarepatente erwirbt und diese jedem Unternehmen sowie jeder Privatperson frei zur Verfügung stellt, welche sich bereit erklären, keine Patentansprüche gegen das freie und quelloffene Betriebssystem GNU/Linux, noch gegen irgendwelche andere Software, welche mit Linux in Verbindung steht, geltend zu machen.
Die OIN-Gemeinschaft hat über 3800 Mitglieder aus 150 Ländern und besitzt ca. 3 Millionen Patente und Patentanmeldungen. Sie ist somit die weltweit größte Patent-Nichtangriffsgemeinschaft zum Schutz von freier und quelloffener Software.
Das Konsortium wurde am 10. November 2005 von IBM, NEC, Novell, Philips, Red Hat und Sony in New York City gegründet. Seit 2008 ist der ehemalige Hedgefonds-Manager Keith Bergelt CEO der Open Invention Network LLC.
Am 26. März 2007 schloss sich Oracle dem OIN an. Am 7. August 2007 schloss sich auch Google Inc. dem OIN an. Seit Dezember 2010 sind auch The Document Foundation (Berliner Stiftung bürgerlichen Rechts und Herausgeberin von LibreOffice) und das KDE-Projekt mit dabei sowie seit Anfang Mai 2011 der europäische Open-Source-Softwarehersteller Univention. Microsoft trat im Oktober 2018 und Huawei im April 2020 dem OIN bei.